# Wörpedahl
Wörpedahl ist ein Ortsteil der Gemeinde Worpswede im Landkreis Osterholz in Niedersachsen.

## Geschichte
Wörpedahl wurde im Rahmen der Moorkolonisierung des Teufelsmoores 1766 gegründet. 1789 wird angegeben, dass die Zahl der Haushalte bei sieben liege und im Ort 34 Einwohner, darunter 20 Kinder, lebten. Bei der Volkszählung 1871 wurden in acht Wohngebäuden 38 Einwohner gezählt. 1910 hatte der Ort 46 Einwohner.

## Gebäude
- Hofanlage Wörpedahler Straße 2 von 1846 in Fachwerk
- Hofanlage Wörpedahler Straße 4 von 1877 in Fachwerk